# Акер
А́кер (егип. ȝkr — «земля») —  бог земли и покровитель умерших в египетской мифологии, одно из древнейших божеств.
В ходе истории Древнего Египта роль Акера менялась. В додинастический период он был номовым божеством земли, в раннединастический — считался воплощением (душой Ба) бога Геба. Позднее стал одним из богов загробного мира и одним из помощников Ра в его ежедневной битве с Апопом. Этого бога называют также Акеру (множественное число от Акер) в качестве покровителя «духов земли» — змей. Иногда изображается в виде двуглавого льва (реже — сфинкса). Символизировал объединение вчера и завтра, запада и востока. К кругу великих богов не принадлежал, мест культа не имел. В «Текстах пирамид» имя Акер пишется с детерминативом «полоски земли».